# Усмивката на детето (организация)
„Усмивката на детето“ е доброволна, нестопанска организация, която оперира в Гърция. Главната ѝ цел е защита на правата на децата и справяне с техните ежедневни проблеми. Дейностите на организацията включват предоставяне на телефонна подкрепа, консултации и програми за социално включване, укрепване на нуждаещите се семейства, както и организиране на информационни кампании и културни и спортни събития.

## История
„Усмивката на детето“ е създадена от Костас Джанопулос, опитвайки се да сбъдне мечтата на сина си Андреас, който губи борбата с рака на едва 10-годишна възраст. На 9 ноември 1995 г. Андреас пише в дневника си, че макар да се бори със собствената си болест през последните 18 месеца, той иска да създаде асоциация, която да се опита да предизвика усмивка на всички деца.
„Всички знаем, говорим за деца по улиците, на които липсва усмивка. Липсва им усмивката, защото нямат пари, играчки, храна и някои дори нямат родители.' Дайте каквото можете на бедните, независимо дали са бели или черни, защото всички деца заслужават усмивка. Тази асоциация ще се нарича Усмивката на детето. Така че нека помогнем, ако всички се обединим, ще успеем“. 
Около месец по-късно, през декември 1995 г., неговото желание бива представено в шоуто на Джоргос Пападакис „Червена карта“ в което Андреас също участва, въпреки сериозния си здравословен проблем. В края на шоуто, той оформя с ръце усмивка на собственото си лице, молейки всички деца по света да получат правото да се усмихнат. 

## Дейности
Организацията реализира широк спектър от дейности. Въз основа на силата на доброволците си, тя покрива основните нужди както на децата, така и на техните семейства в нужда. По-конкретно, дейностите на организацията включват:
- грижи за деца в болници,
- предлагане на занимания с творческанасоченост в детски болници,
- поддържане на центрове за подкрепа на деца и семейства,
- провеждане на творчески семинар,
- организиране на базари и изложби,
- осигуряване на административна и секретарска подкрепа за по-добра координация на действията на организацията,
- организиране на дейности [3] с цел повишаване на осведомеността на учениците и техните семейства по различни въпроси, свързани с правата на децата,
- поддържане на „Национална телефонна линия SOS 1056 за деца“,
- привличане и координиране на редица хора, които предлагат доброволческа работа както на индивидуално ниво, на базата на своята професионална дейност, така и на корпоративно-колективно ниво под формата на спонсорства и дарения. [4]